# 타타 울트라
타타 울트라는 인도의 자동차 회사인 타타 자동차에서 만드는 2.5톤~3.5톤의 준중형화물차이다. 현재 타타대우상용차에서 만드는 타타대우 더 쎈의 모체가 된 차종이다.

## 특징
타타 울트라는 대한민국의 타타대우상용차에서 만드는 타타대우 더 쎈의 모체가 된 차종으로 타타대우 더 쎈과는 형제 차종이라고 얘기할 수가 있는 차종이다. 타타 울트라는 크게 진한 푸른색, 노란색, 흰색, 붉은색의 4가지 색상으로 출고가 되며 카고트럭, 탑차, 특장차로 주로 많이 판매된다. 인도에선 대중적인 준중형화물차로서 주로 중장거리의 물류운송에 많이 쓰이는 차종이다. 2012년에 출시가 된 차종이며 모델은 울트라 714형, 1017형, 912형이 먼저 출시되고 이후에 812형, T7, 1518형, 1012형, 1014형, 814형이 있다. 장기적으로는 대한민국에도 출시의 계획이 있는 차종이기도 하다.

## 경쟁 차종
- 현대 마이티
- 이스즈 엘프
- 이베코 데일리
- 히노 듀트로
- 포톤 아오마크